# Tommy Cunningham
Thomas Cunningham, detto Tommy (Glasgow, 22 giugno 1964), è un musicista, compositore e cantante scozzese, noto per essere stato il batterista del gruppo pop rock Wet Wet Wet fino al 1997.

## Biografia
Il giovane Thomas ricevette come regalo dal padre la prima batteria economica nel 1977. Solo poco tempo dopo incontrò a scuola Graeme Clark, che sarebbe poi diventato il bassista dei Wet Wet Wet, con il quale iniziò il primo sodalizio musicale che avrebbe portato al successo di entrambi.
Nel 1997, tuttavia, Tommy Cunningham lasciò con astio il gruppo (andando poi a formare i The Sleeping Giants) a causa di una disputa su alcune questioni di pagamenti di royalty. Di conseguenza, nel 1998 senza di lui la band andò in tour, alla conclusione del quale anche i tre membri rimasti si dedicarono alle proprie carriere da solisti. Nel 2004, il gruppo si è riunito.
Tommy Cunningham è proprietario di una compagnia di taxi a Glasgow e di un pub, il Village Tavern, nel paesino di Duntocher nel Dunbartonshire. Il pub era precedentemente conosciuto con il nome di West End Bar.